# Новотравное
Новотравно́е — село в Ишимском районе Тюменской области России. Административный центр Новотравнинского сельского поселения.

## История
До 1917 года входило в состав Ларихинской волости Ишимского уезда Тюменской губернии. По данным на 1926 год состояло из 302 хозяйств. В административном отношении являлось центром Травнинского сельсовета Ларихинского района Ишимского округа Уральской области.

## Население
| 2010 |
| ---- |
| 667  |

По данным переписи 1926 года в селе проживало 1755 человек (831 мужчина и 924 женщины), в том числе: русские составляли 99 % населения.
Согласно результатам переписи 2002 года, в национальной структуре населения русские составляли 81 % из 744 чел.